# 毎日新聞

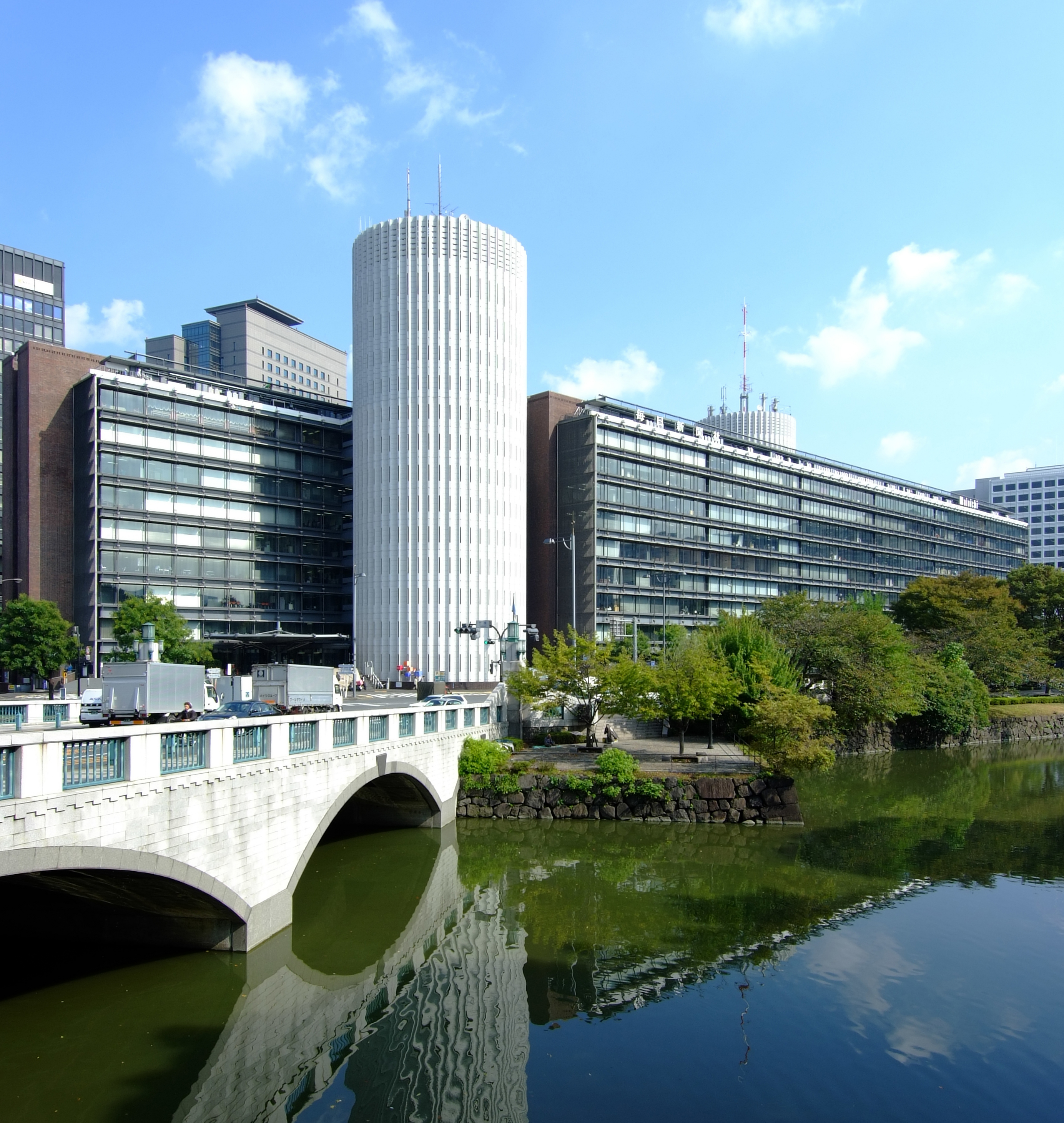
毎日新聞東京本社（東京都千代田区）

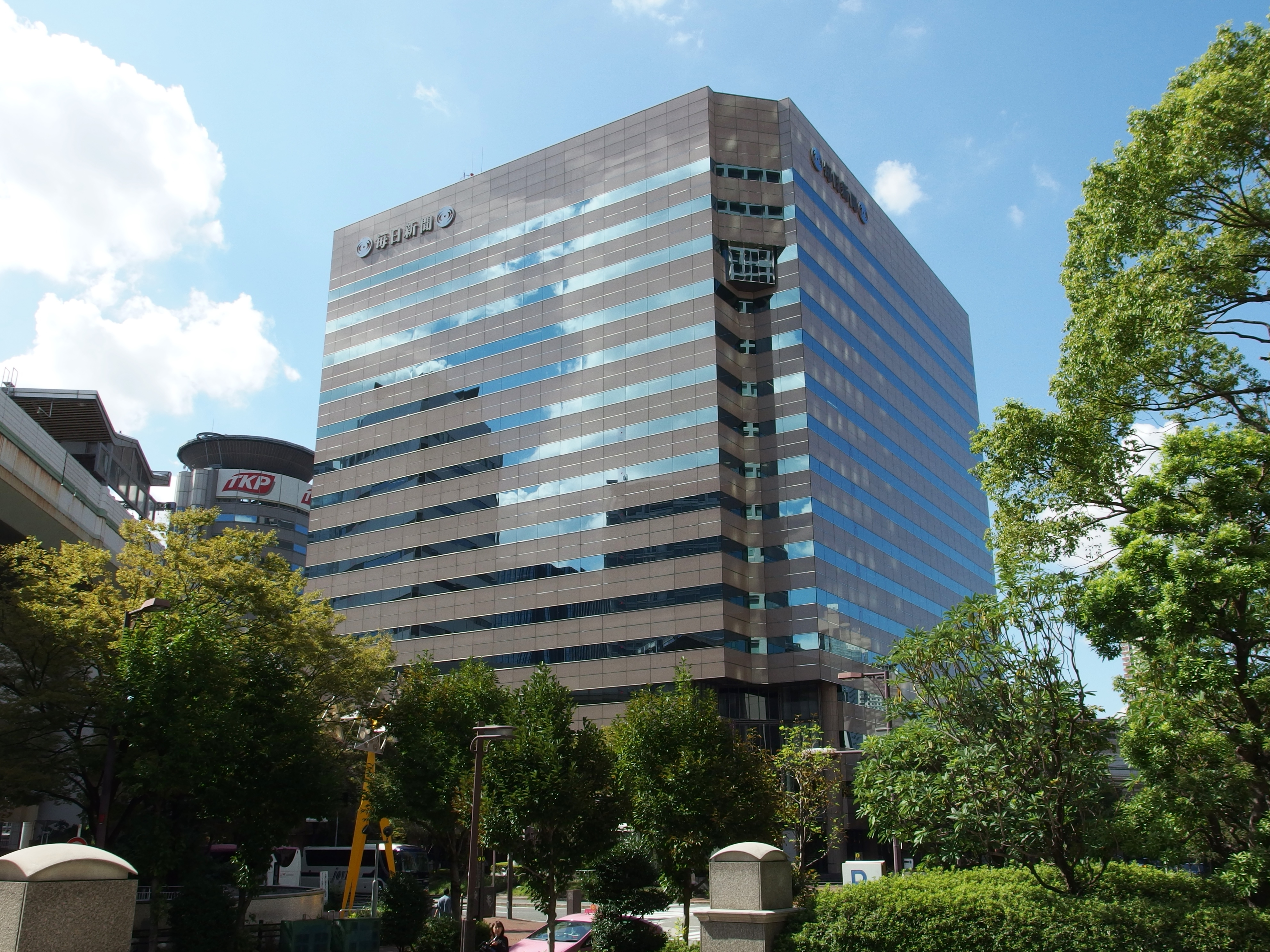
毎日新聞大阪本社（大阪市北区）

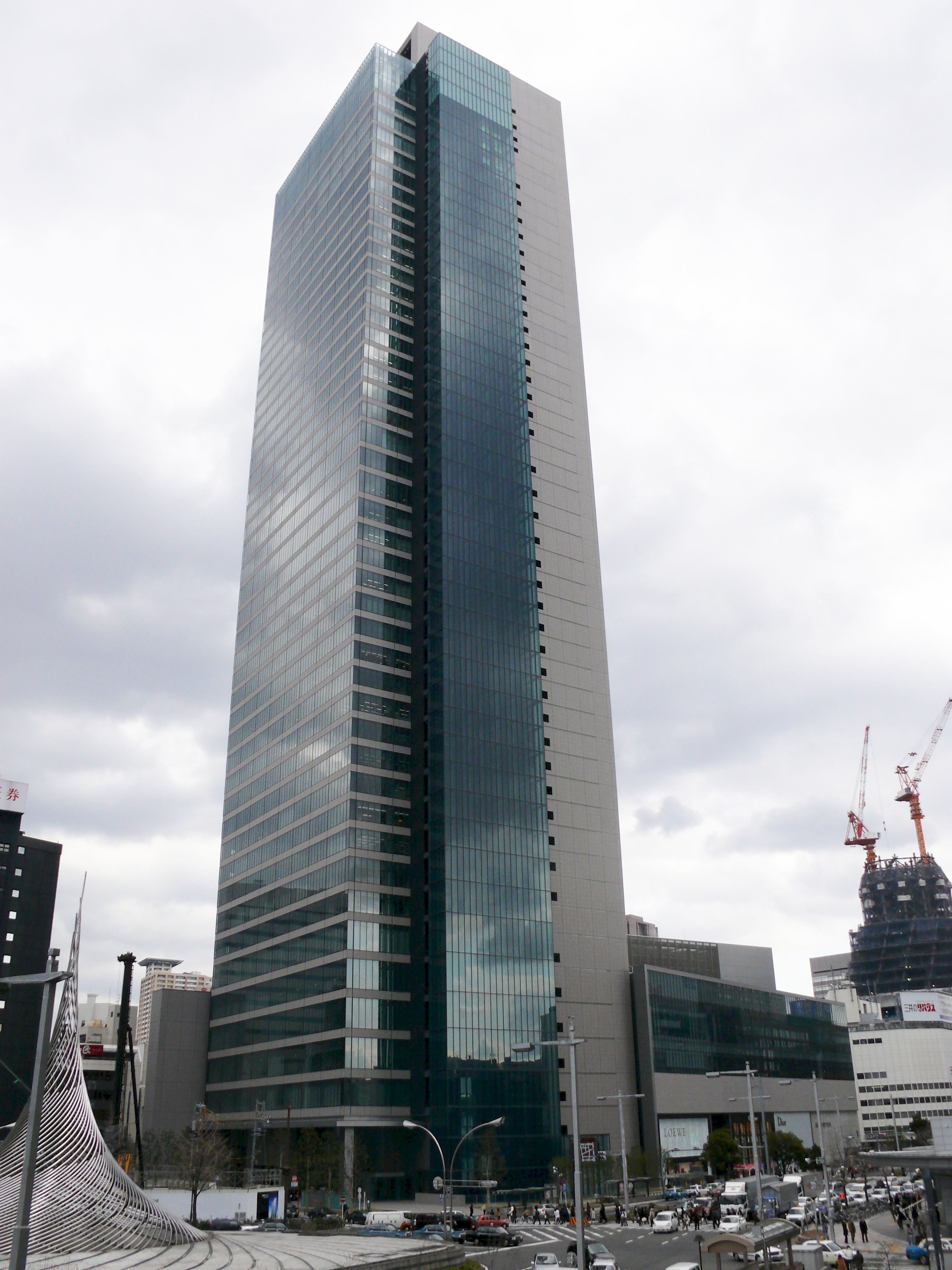
毎日新聞中部本社（名古屋市中村区）

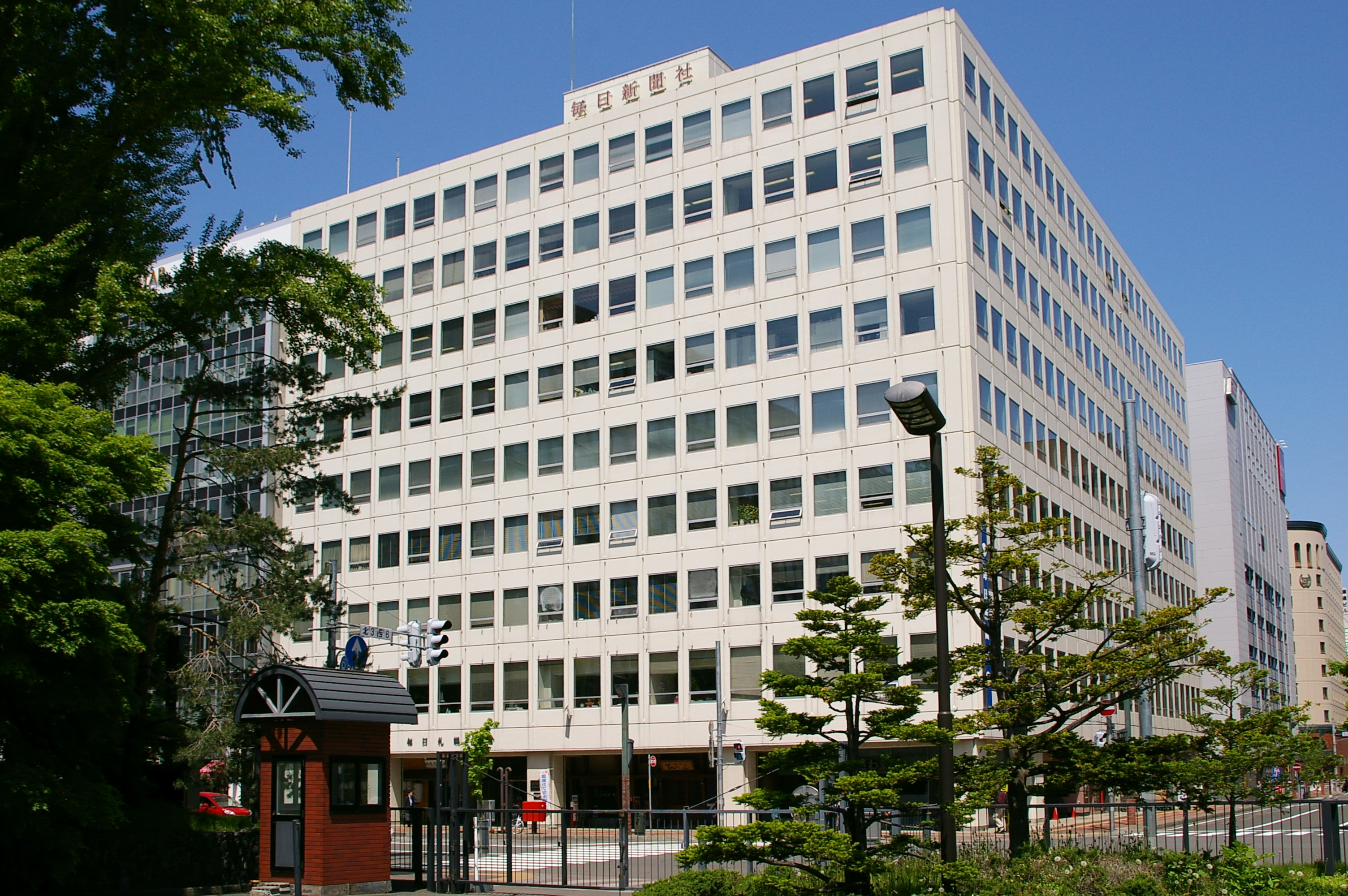
毎日新聞北海道支社（札幌市中央区）

毎日新聞（まいにちしんぶん、旧字体: 每日新聞、英: The Mainichi Shimbun）は、日本の新聞（全国紙）のひとつ。毎日新聞社（毎日新聞グループホールディングス傘下）が発行している。読売新聞・朝日新聞とともに3大全国紙の一つに数えられている。

## 概要
日本国内で一番歴史のある新聞であり、大阪毎日新聞と東京日日新聞を源流とする。戦前から朝日新聞と共に2強に数えられていた。現在のスローガンは、「社会をつなぐ、言葉でつむぐ。」と「コミュニケーター・カンパニーへ」及び「報道に近道はない」。新聞販売店の愛称は「毎日ニュースポート（英：Mainichi News Port）」。国内メディアの賞で最も権威があるとされる新聞協会賞を最多受賞している。また国内報道機関では唯一ピューリッツァー賞を受賞した会社である。

## 沿革
- 1872年3月29日（明治5年2月21日） - 『東京日日新聞』、東京浅草の日報社から創刊。
- 1875年 - 東日、新聞の個別配達を競合他社に先駆けて実施。
- 1876年 - 日報社、『中外物価新報』（現・日本経済新聞東京本社版）の印刷発行を三井物産から請け負う。
- 1882年 - 『日本立憲政党新聞』大阪で創刊（1885年、『大阪日報』と改題。さらに1888年、『大阪毎日新聞』と改題）。
- 1885年1月1日 - 東京日日新聞で夕刊の発行が開始される[7]。
- 1906年 - 大阪毎日新聞社、東京の『電報新聞』を買収、同紙を『毎日電報』に改題して東京進出を果たす。
- 1911年 - 大毎、日報社を合併（『東京日日新聞』と『大阪毎日新聞』の題号はそれぞれ変更せず）。大毎発行の『毎日電報』を『東京日日新聞』に吸収させる（東京日日は地紋の桜模様や「余録」欄等を継承）。
- 1924年 - 選抜中等学校野球大会（現：選抜高等学校野球大会）開始。主催。
- 1926年12月25日 - 大正の次の元号を「光文」と誤報（光文事件）。
- 1935年 - 2月に西部総局、11月に名古屋支局で新聞本紙発行を開始。
- 1936年 - 東京で発行されていた『時事新報』が東日に合同[注釈 1]。成都事件[8]。
- 1937年 - 日中戦争の南京百人斬り競争を報じる[9]。
- 1943年1月1日 - 東西で異なっていた題号を『毎日新聞』とする。
- 1945年 - 毎日新聞大阪本社の写真部長の密かな指示で新聞部員が奈良市王龍寺に戦中写真を運び込む。その後、大阪市内のホテル、本社地下金庫と転々、これによって、終戦直後の政府の廃棄命令にもかかわらず、戦中写真6万点が残る。[要出典]
- 1950年 - 名古屋での新聞の発行を再開。
- 1952年 - 共同通信社を退会。
- 1955年 - 名古屋の中部支社を中部本社に昇格。
- 1959年 - 札幌に北海道支社を新設。北海道でも新聞の発行を開始。
- 1960年 - 東京本社が暴力団松葉会による襲撃を受ける[10]。
- 1965年 - 西部本社、北九州市門司区から現在の同市小倉北区の『毎日西部会館』に移転。
- 1966年 - 東京本社、千代田区有楽町（新有楽町ビルヂングがある位置）から現在の同区一ツ橋（パレスサイドビルディング）に移転[注釈 2]。
- 1967年6月15日 - 西部本社セット版地区（福岡県、山口県の一部など）の地方版を2ページにする（地方版ワイド化のはしり）。
- 1971年3月12日 - 西部本社で輪転機8台を損傷する火災が発生する。
- 1972年 - 沖縄返還協定密約をめぐる「外務省機密漏洩事件」（いわゆる「西山事件」）発生。
- 1974年6月16日 - 4コマ漫画『アサッテ君』（東海林さだお作）が朝刊で連載開始。
- 1975年4月6日 - 日曜版（日曜くらぶ）に漫画『ぐうたらママ』（古谷三敏作）連載開始。
- 1976年 - 「記者の目」欄開始。（その後記者の目（テレビ版）が5社ニュースなどで放送された）
- 1977年 - 負債を整理する旧社（株式会社毎日）と、通常の業務を行う新社（株式会社毎日新聞社）とに分離する「新旧分離」方式で会社を再建。登記上の本店を大阪から東京に移転。
- 1978年1月1日 - 前年まで題字に使用していた「新」の本字（ / 𣂺）を、通常の字体（新）に変更。欄外の日付表記が元号（西暦）から西暦（元号）に変わる。
- 1985年 - 新旧両社が合併し会社再建計画終結。
- 1987年8月30日 - 東京本社・北海道支社発行版の紙齢が4万号。
- 1991年11月5日 - 題字を現在使用しているコバルトブルーに白抜きで『毎日新聞』と明朝体で書かれた物に変更。題字上部のCIマークは“毎日の目”をイメージする。
- 1992年 - 大阪本社が堂島から現在の西梅田に移転。
- 2003年 - 中部本社が名古屋駅前のビル建て替え（トヨタ自動車と共同）のため、名古屋市中区正木の日本経済新聞名古屋支社の旧社屋ビルに仮移転[注釈 3]。
- 2006年 - 中部本社が名古屋駅前のビル「ミッドランドスクエア」完成に伴い再移転。
- 2007年12月10日 - この日から従来より大きな書体「J字」を採用。他紙の書体の大型化のきっかけを作った。
- 2010年
  - 3月8日 -2012年春より新潟県内配達の毎日新聞を新潟日報社に委託印刷で合意
  - 4月1日 - 共同通信社に再入会。同時に同日に共同通信社加盟の地方紙（東奥日報、岩手日報、山形新聞、福島民報、下野新聞、上毛新聞、山梨日日新聞、北国新聞、日本海新聞、徳島新聞、佐賀新聞、熊本日日新聞）と記事配信などで包括提携する[11]。
- 2013年
  - 4月1日 - 朝夕刊の1～3面の文字を15段組から12段組に変更。
  - 9月20日 - ホテルナゴヤキャッスルなどを運営する関係会社のナゴヤキャッスルの株を興和に譲渡[12][13]。
  - 12月- 新聞購読者にデジタル紙面が無料で読める「愛読者セット」を開始し、デジタル会員となる「毎日ID」も同時に提供開始。
- 2014年12月31日 - 朝刊の4コマ漫画『アサッテ君』が全国紙連載漫画としては最多記録となる13,749回を以って連載終了。
- 2015年
  - 2月1日 - 4コマ漫画『桜田です!』（いしかわじゅん作）が朝刊で連載開始。
  - 2月12日 - 東京本社・北海道支社発行版の紙齢が5万号。
- 2019年5月29日 - 社員の1割に当たる200人規模の早期退職を募集することと、支局などの地方機関から105人を減らす組織再編を会社が労組に提案[14]。
- 2020年
  - 3月17日 - 四国と広島・岡山向けの新聞の印刷を、四国新聞印刷センターに委託で合意。
  - 6月 - 毎日新聞のニュースサイト「デジタル毎日」の会員登録（毎日ID）が100万件を突破。
  - 9月27日 - 日曜くらぶの漫画『ぐうたらママ』が45年間にわたる連載を終了。
- 2021年
  - 7月1日 - 朝・夕刊セットは4,037円から4,300円に、朝刊のみ発行の地域は3,093円から3,400円にそれぞれ改定。27年半ぶりの値上げに。
  - 7月4日 - この日から日曜日発行の朝刊の1面レイアウトをリニューアル。（別刷り8ページ=一部地域4ページで掲載していた「日曜くらぶ」を廃止し、それらに掲載していた読み物を本紙に統合、ただし一部の記事は分冊を継続
- 2023年6月1日 - 朝・夕刊セットは4,300円から4,900円、朝刊統合版は3,400円から4,000円、1部売りも160円に改定。2年も待たずに値上げ。
- 2024年9月30日- 富山県での新聞配送を終了。全国47都道府県に配送網を保ってきた同社の終了は初めて[15]。
- 2025年
  - 1月7日 - 王将戦の主催から毎日新聞社、スポーツニッポン新聞社が撤退することを発表。特別協力という形へ。
  - 3月31日 - 島根県西部の石見地方（4市5町）で、新聞配送を終了。24年10月時点の部数は1438部[16]。
  - 同 - 北海道の釧路市や北見市など道東・道北の93市町村での新聞配送を終了。24年10月時点の部数は約800～1,100部[17]。
  - 6月12日 - 8月2日から土曜日の夕刊を休止（実質の廃止）をすることを発表[18]。

### 紙齢について
- 東京本社と北海道支社で発行する毎日新聞は、「日本最古の日刊紙」といわれることがあるが[19]、1871年に横浜で創刊された『横浜毎日新聞』とは全くの無関係である。それでも「最古の歴史」と呼ばれるのは、前身の『東京日日新聞』（1872年2月創刊）に由来しているからであり、『横浜毎日新聞』創刊から『東京日日新聞』創刊までの間に創刊された日刊新聞が全て現存していないことによる。同じく「最古の歴史」を標榜する『報知新聞』（『スポーツ報知』。1872年6月『郵便報知新聞』として創刊）や『読売新聞』（1874年11月創刊）よりも古いとされる。ただし2014年現在、毎日新聞社では自社の歴史を表す表現として「東京で最初の日刊紙」を用いている。2015年、日本の日刊新聞で初めて紙齢50,000号を達成した。
- 大阪本社と西部本社、並びに中部本社発行の毎日新聞は、『大阪日報』の代替紙として1885年9月1日に創刊された『日本立憲政党新聞』（後に『大阪日報』→『大阪毎日新聞』）からのものを継承している。

## 特徴

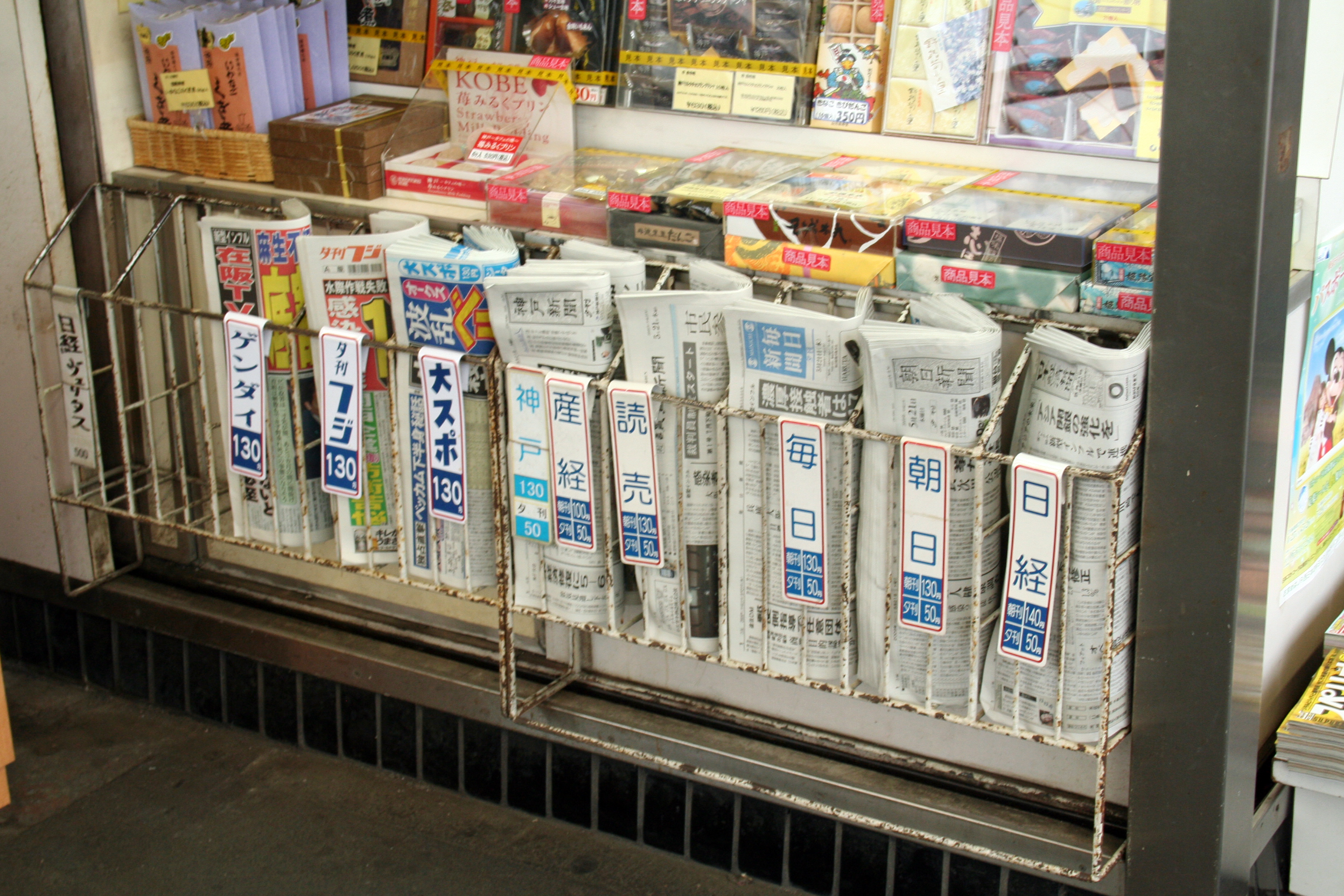
駅売店に陳列される毎日を含む販売用新聞各紙

### 紙面
- ページを2つ折りにしたときに行の途中に折り目がかからない組み方を導入したり、縦書きの中に算用数字を用い、2桁の数字は横に並べるなど、見やすい紙面づくりにいち早く取り組む。
- 1991年の題字デザイン変更時から、欄外の題字を小さく端（奇数ページは右端、偶数ページは左端）に移し、中央にはそのページのジャンルのタイトルを大きく明朝体で掲載していた。2007年のJ字導入以後は、ページ数表記の隣にそのページのジャンルを白抜きで表示し、中央に「毎日新聞」の文字を入れる従来のスタイルに戻した。 題字「MAINICHI」の左右に、社章の「目星マーク」が印刷されている。
- 2021年6月まで日曜日には二部紙を採用し、別冊版として「日曜くらぶ」を発行していた[注釈 4]。東日本（新潟県・長野県・静岡県以東）は8頁建て。西日本のうち、東海3県と九州（沖縄県・山口県含む）はこの中から抜粋した4頁建て。大阪本社管内の北陸・近畿・中四国地方（山口県除く）は左記の4頁に加え、前半の4頁に独自の週間テレビ番組表を掲載した8頁建てである。一部記事は引き続き分冊している。

### 論調
2009年（平成21年）の新聞通信調査会の調査では、「最も保守的＝10点、最も革新的＝0点」という分布の中で5.0点だった（全国紙の中で最も保守的であるとされた読売新聞は5.6点、次点が産経新聞の5.3点、日本経済新聞は5.2点、最も革新的な朝日新聞は4.4点である）。他の全国4紙（読売・朝日・産経・日経）は2011年、犯行時少年（18歳ないし19歳）だった大阪・愛知・岐阜連続リンチ殺人事件（1994年に発生）の3被告人に対する死刑判決が最高裁で確定して以降、少年死刑囚については死刑が確定した時点で実名報道に切り替えているが、毎日は少年の更生を目的とした少年法の理念の尊重や、再審・恩赦が認められる可能性を考慮し、匿名報道を継続している。その後、2017年の市川一家4人殺害事件の少年死刑囚（事件当時19歳）に対する刑執行の際には、執行によって匿名報道継続の根拠としていた「（死刑囚の）更生の機会」が失われたことや、「国家による処罰で命を奪われた対象が誰であるかは明らかにすべき」との判断を根拠に実名報道へ切り替え、以後毎日の少年死刑囚に対する対応は「死刑執行完了まで匿名、完了後は実名」というスタイルに落ち着いた。

## 注目を集めた報道・スクープ
日本新聞界の権威である新聞協会賞（編集部門）を、協会加盟の全国紙では最多受賞している。
- 1957年、市民生活を脅かす暴力の実態を暴いた『暴力新地図』、戦後も勢力を確保した特権官僚の支配を描いた『官僚にっぽん』、税制のゆがみや徴税の実態をえぐり出した『税金にっぽん』の東京社会部による3企画が第1回新聞協会賞を受賞。この企画は第5回菊池寛賞も受賞した。
- 1960年10月12日に発生した浅沼稲次郎暗殺事件において、毎日新聞東京本社写真部の長尾靖記者が、浅沼稲次郎社会党委員長が、右翼少年山口二矢に刺殺される決定的瞬間を写真撮影した『浅沼委員長刺さる』で新聞協会賞を受賞。この写真は、世界に衝撃を与え、翌年には日本初のピューリッツァー賞を受賞した[27]。日本人の同賞受賞は3件あるが、他の2件はUPI通信で、日本の報道機関で受賞経験があるのは毎日新聞のみ。
- 1929年以来の懸案であり、政令指定都市になることによって石炭、鉄鋼産業の落ち込みによる経済の地盤沈下を克服することが期待されていた九州の小倉市、八幡市、門司市、若松市、戸畑市の合併について、1960年2月から、西部本社が合併の効率と無駄、学者や専門家の意見、住民感情などを詳しく報じた企画『五市は一つだ』の連載を開始。1961年3月からは、RKB毎日放送と共同のキャンペーン『百万人の都市づくりのために』を展開した。新聞、ラジオ、テレビを駆使し、当時「立体報道」と言われたメディアミックスの手法は注目を集めた。1963年2月10日に5市が合併し、北九州市となった。5市の一体性と合併の必然性を強調した一連のキャンペーンは高く評価され、1962年度の新聞協会賞を受賞した。
- 全国の学者、研究者への取材によって科学技術の開発や研究者の養成を中心として日本の学界の現状や問題点を示し、513回にわたって長期連載された『学者の森』は1963年度の新聞協会賞を受賞した。
- 暴力団が全国各地に進出し、広島市や松山市で抗争事件が発生する中、2か月間で120〜130の組長にインタビューを敢行し、朝刊1面に14回にわたって連載した暴力追放キャンペーン『組織暴力の実態』で1964年度の新聞協会賞を受賞。これまで暴力団関係の取材は警察当局などを通した間接的なものが中心だった中で、暴力団の組長などへの「体当たり取材」が画期的であると評価された。
- 1978年9月19日、大阪本社学芸部が、1968年に稲荷山古墳から出土した金錯銘鉄剣を、奈良市の元興寺文化財研究所がX線撮影した結果、全文115字からなる金象嵌の銘文が発見したことをスクープ。当時「考古学上、百年に一度の大発見」と評され、この銘文が日本古代史の確実な基準点となり、その他の歴史事実の実年代を定める上で大きく役立つことになった。1979年度の新聞協会賞受賞。
- 1980年3月6日、東京本社社会部が早稲田大学商学部入試問題漏洩事件をスクープ。その後、関係者の取材を続け、受験生側から多額の金が渡り、入試問題と模範解答のコピーが流れていた事実を浮き彫りにした。同大学職員ら4人が逮捕され、31日までに不正合格者9人全員を除籍する事態に発展した。「進学過熱がもたらした教育のひずみ、ひいては今日の社会によどんでいる金権的な腐敗体質について深刻な反響を呼び起こす契機ともなった」と評価され、同年度の新聞協会賞を受賞した。
- 1981年5月18日、東京本社の「安保と非核取材班」が1~3面の大半を使ってエドウィン・O・ライシャワー元駐日アメリカ合衆国大使の核持ち込み発言をスクープ。これは、古森義久記者（のちに産経新聞へ移る）の電話インタビューに対し「日米間の了解の下で、アメリカ海軍の艦船が核兵器を積んだまま日本の基地に寄港していた」と発言したもので、「非核三原則」に基づき日本政府が否定していた中で、元駐日アメリカ大使が認めたことは日本国内で騒動になった。「戦後政治のナゾの部分に光を当てた歴史的スクープ」と評価され、同年度の日本新聞協会賞を受賞した。1999年には、アメリカの外交文書の中から「1963年にライシャワーが当時の大平正芳外務大臣との間で、日本国内の基地への核兵器の持ち込みを了承した」という内容の国務省と大使館の間で取り交わされた通信記録が発見され、この発言を裏付けることになった。
- 1986年1月31日、前年2月27日に脳卒中で倒れて以来詳しい病状がわかっていなかった田中角栄元首相が娘の真紀子に付き添われながら車椅子で移動する姿を空撮し、一面および社会面に掲載。3日後には地上から撮影した写真も掲載し、元首相の深刻な病状を国民に伝えた。このスクープは「上空、地上の双方からキャッチした“ありのままの元首相の姿”が各界に与えた衝撃は極めて大きかった」と評価され、同年度の日本新聞協会賞を受賞した。
- 2000年11月5日の朝刊で報じられた、藤村新一によって引き起こされた旧石器捏造事件についてのスクープは、教科書にも記載のある日本最古の遺跡「上高森遺跡」が存在しなかった可能性を示唆し、教科書の書き換えという事態に発展するなど日本の考古学に重大な影響を与えた。日本の考古学界最大のスキャンダルとされる。2001年度の新聞協会賞、菊池寛賞、早稲田ジャーナリズム大賞受賞。
- 2005年6月17日、長崎市への原子爆弾投下の翌月に外国人記者として初めて現地入りしたシカゴ・デーリー・ニューズ紙のジョージ・ウェラー記者の未公表の原稿を60年ぶりに発見しスクープ。掲載後、英米の主要紙などの多くが転電する形で掲載するなど、海外でも大きな反響を呼んだ。2005年度ボーン・上田記念国際記者賞受賞。
- 2007年4月17日に発生した長崎市長射殺事件において、長崎支局の長澤潤一郎記者が、伊藤一長長崎市長が山口組系暴力団幹部の男に銃撃され倒れた直後の姿を撮影し、翌4月18日付の朝刊に1面で掲載した。この写真は同年度の新聞協会賞を受賞した。
- 2007年12月3日、厚生労働省が2006年から石綿による労災があった事業所名を非公表とする政策をとっていた中で、石綿被害患者支援団体と信頼関係を結ぶことにより、約3500人分の石綿被害者の資料を入手、これを元に独自に取材、分析を行い、全国各地の様々な業種にわたる520以上の事業所に石綿被害の労災が及んでいたことをスクープ。このスクープにより、厚生労働省は方針転換を余儀なくされ、2年7か月ぶりに石綿労災があった事業所名を公表するという事態に発展した。「石綿健康被害救済法の不備により救済対象とならない患者の実情を伝えるその後の特報など、10年以上にわたる地道な取材の成果は、法改正を促し、救済拡大の道を開く価値ある報道」として評価され、2008年度新聞協会賞受賞[28]。
- 2009年、障害者郵便制度悪用事件で大阪地方検察庁特別捜査部の違法捜査を見抜く。事件を基にしたドラマ『私は屈しない〜特捜検察と戦った女性官僚と家族の465日』でも取材の様子は忠実に再現された。なお検察の証拠改竄をスクープしたのは朝日新聞。
- 2011年2月2日、大相撲野球賭博問題で押収した携帯電話の電子メールから『大相撲の八百長疑惑』をスクープ。朝刊1面トップで伝え、信頼回復に努める日本相撲協会に大きな痛手となった。
- 2013年3月25日、東京電力や電気事業連合会、日本原子力文化振興財団が、原子力委員会の秋庭悦子委員が就任前に設立したNPO「あすかエネルギーフォーラム」に、毎年多額の事業資金を援助し、また職員を派遣し原子力発電の安全啓発事業に関わっていたことをスクープ。その後の毎日新聞による調査で、「あすか―」は、原子力発電環境整備機構の発注した放射性廃棄物処分場調査に関するワークショップ事業を、開始された2008年から12年現在まで日本生産性本部や広告代理店と組んでほぼ独占的に受注していた事も判明した。秋庭は当時、資源エネルギー庁の審議会「総合資源エネルギー調査会」で原子力部会の委員を務めていたという。更には、原子力委員会で秋庭の前任だった松田美夜子が監事を務めていたNPO「持続可能な社会をつくる元気ネット」も、同庁の同種のワークショップ事業を、2007年から6年連続で独占受注していた事が分かった。
- 2019年11月以降、安倍政権による桜を見る会問題について報道し、一連の記事を書籍「汚れた桜」として出版した。第20回「石橋湛山記念早稲田ジャーナリズム大賞」の公共奉仕部門 大賞を受賞した[29][30]。
- 2020年4月21日 新型コロナウイルス予防のため、政府が国民に配布した布マスクについて、以前から妊婦向けマスクの多数にカビが発生していたなどの問題が明らかになっていたが、それに続いて全国民向けのものでも同様の問題があることを報道。報道を受け配布前のマスクを検品したところ不良品が確認され、未配布分はすべて回収の上再検品されることになった。

## 疑義が持たれた報道等

### 中国寄りの報道
- 中華人民共和国から広告のかたちで資金援助を受けており、中国共産党による世論工作の媒体となっている[31]。

### 誤報
- 2025年7月23日、「石破首相、退陣へ」の見出しで「石破茂首相は23日、自民党が8月にまとめる参院選の総括を踏まえ、同月までに退陣を表明する意向を固め、周辺に伝えた。」と報じたが、同日中に石破首相は、「私の出処進退については一切話に出ていない。一部に報道があるが、私はそのような発言をしたことは一度もない」とコメントしたため誤報となった。報道直後の否定にもかかわらず、翌日の朝刊で、『石破首相退陣へ』と一面トップ記事で報じた[32][33]。

## 縮刷版・フリーペーパー
毎月下旬に毎日新聞の縮刷版が発行されている。一か月分（東京本社発行最終版=東京23区内版）をA4サイズに縮小した一冊の書籍にしている。毎日新聞販売店などで購入可能。また、図書館などで閲覧ができる。
現在の縮刷版は1950年1月号より刊行されている。なお、1925年より1942年までは「大阪毎日新聞縮刷版」が刊行されていた。
フリーペーパー『まんたんブロード』を発行していた。

## 題字と地紋など
全国で『毎日新聞』に題号を統一したのは、東日創刊から70年以上、旧大阪日報の創刊からも67年もの月日が過ぎた1943年（昭和18年）1月1日からである。それまで、関東で『毎日』の題号を使えなかったのは、東日創刊の約1年前に創刊した日本最古の近代新聞『横浜毎日新聞』の存在があったためである。横浜毎日はその後、『毎日新聞』『東京毎日新聞』と改題して発行を続けたが、1940年（昭和15年）に後発の『帝都日日新聞』に合併され終刊。ここでようやく大毎は関東においても『毎日』と名乗ることが可能になった。
旧東日、旧大毎（『大阪日報』『日本立憲政党新聞』含む）とも創刊以来幾たびとも題字と地紋に変更があった。
- 『東京日日新聞』の題字の変遷
  - 1872年（明治5年）2月21日の創刊号から同年3月1日までは右横書き篆書の袋文字で飛雲模様が入り、「東亰日日新聞」（「日日」は籀文で、くにがまえに烏とくにがまえに正、「新」も偏が「立+未」の異体字）
篆書は当時の書の名人であった謙堂が揮毫したもので、その文字の飛雲模様を落合幾次郎が付けた。
  - 1872年3月2日より同年6月29日までは明朝体の右横書きで「東京日日新聞」
  - 1872年7月2日より1873年2月28日までは縦書き楷書で「東京日＝新聞」（「＝」は繰り返し文字）
  - 1873年3月2日より翌3日までの2日間は楷書で右横書き「官許」以下縦書きで「東京日＝新聞」
  - 1873年3月7日より6月12日までは同じく右横書き「官許」以下縦書きで「東亰日＝新聞」であるものの、書体が隷書になる。（「新」の偏は「立+未」）
  - 1873年6月15日から1874年6月4日まで右横書き「官許」以下縦書きで「東京日々新聞」となり、書体が明朝体に変更。
  - 1874年6月5日からは上部の「官許」が抜け、11月30日まで縦書き明朝体で「東京日々新聞」
  - 1874年12月2日以降は右横書き筆文字で「聞新日日亰東」（「新」の偏は「立+未」）福地源一郎が揮毫した。
  - 明治30年代後半に時期不詳ながら縦書きになり「東亰日日新聞」（聞のもんがまえは「门」）。同じく福地源一郎が揮毫したもの。
  - 1911年3月1日にそれまで無地だった地紋に横線と桜花が入る。これは大阪毎日新聞の経営に移ったためで、同社が東京で発行していた『毎日電報』から承継したもの。（大正中頃まで「大阪毎日新聞社経営」「毎日電報合同」の明朝体活字が右肩に入る。その後の昭和初期頃に、時期不詳ながら題字と地紋が一部補正される。）
  - 1936年12月25日、題字の右肩に縦書きで「時事新報合同」の文字が入る。翌12月26日から題字の下に黒地に白抜きの右書きで『時事新報』の題字が小さく入り、その下に右書きゴシック体活字で「合同」と記されるようになる。

- 『毎日新聞』の題字の変遷旧題字 (1943年)現在の題字 (1991年〜)ニュースサイトのロゴ (2013年〜) 、日曜朝刊紙面での題字 (2021年〜)

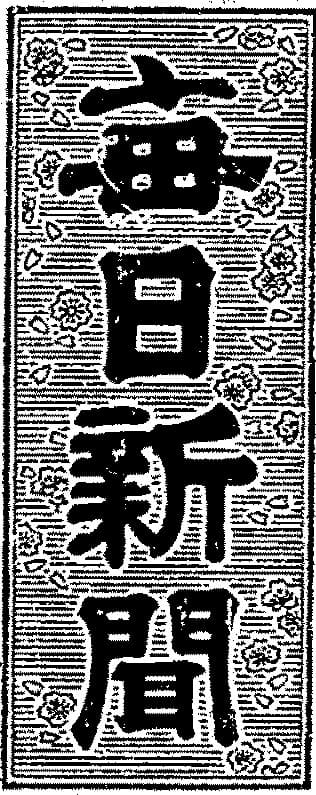
旧題字 (1943年)

現在の題字 (1991年〜)

ニュースサイトのロゴ (2013年〜) 、日曜朝刊紙面での題字 (2021年〜)

  - 1943年1月1日、それまで大阪毎日新聞で用いられていた題字のうち、上部右横書き「大阪」を取ったものを全国で使用。地紋は東京日日新聞が使用していた「横線に桜花」を採用した。題字の下に四角で囲まれた右横書き「東京」「大阪」「西部」の文字が発行所ごとに入る。東京本社発行分だけ更に題字の上に四角で囲った「東亰日日改題」の右書き題字が追加された。
  - 1944年1月1日、東京本社発行分の「東亰日日改題」の右書き題字がなくなる。
  - 1944年4月30日、題字の下に四角で囲まれた右横書き「東京」「大阪」「西部」の文字を打ち切る。
  - 1945年10月2日、発行所を毎日新聞社から毎日新聞社（東京）（大阪）（西部）に変更する。
  - 1948年5月1日、地紋を横線に梅花を配したもの（大阪毎日新聞が1889年7月11日から1942年12月31日まで使用していたもの）に変更。書体も一部補正する。（1954年頃に地紋を一部補正。）
  - 1978年1月1日、「新」の字の偏を「立+未」から「立+木」に改める。
  - 1991年11月5日、題字が青の正方形になり、地紋は青一色となり白抜き明朝体で右から「毎日」、「新聞」と縦書きになる。上部には毎日新聞社の新社章「毎日の目」が左右に配され、その中を「MAINICHI」とローマ字が入る。なおこの頃から、みどりの日（当初4月29日→2008年より5月4日）に限り、題字のカラーを緑色にしている。
  - 2007年12月10日、J字使用に伴うレイアウト変更で、題字は同一デザインながら一回り小さくなる。
    - 欄外（ページ上部）の題字については、1991年11月5日-2007年12月9日までは、中央部にそのページのコーナー名を明朝体で大きく出しており（広告欄は通常サイズ）、毎日新聞の題字は左ページは左端、右ページは右端に出していたが、2007年12月10日からは1991年11月4日までと同じように一般的な中央に題字を表記するやり方に戻している。
    - 2021年7月4日、日曜日発行の朝刊のみレイアウトをリニューアル。ニュースサイト「毎日新聞」(毎日新聞デジタル) のロゴと同様、題字を横書きとし、青色の「毎日の目」が左右に配されその中に黒色で明朝体の「毎日新聞」、その下に「MAINICHI」と書かれ、右端に発行年月日、その下段に筆記体で「Sunday」と書かれるようになる。

- 社旗は『東京日日新聞』が「東」の字を六芒星に象り、その中央に「京」の字を象った白抜きに「日日」の字を円形に配したマークを中心に、赤の二本帯線を背後に引いた意匠であり、『大阪毎日新聞』は「大」の字を星形にかたどり、その中央に「毎」の字を丸で囲んだものを配したマークを中心に、赤の二本帯線を背後に引いた意匠であった。二本帯線は雲を表し、星は文化の明星を表すとされた。このうち大毎マークは1897年3月31日に制定されたもので、1943年1月1日の社名変更以降もそのまま使用した。
- 社章は上記大毎マークの他、アルファベットの「O」と「M」を組み合わせた意匠も併用していた。
- 1991年（平成3年）11月5日に社旗、社章を一新してCIを導入。青地に白線を横一線に引いて上下に分け、上部は毎日新聞の新社章「毎日の目」を白抜きで左右に配し、その中を「MAINICHI」と白抜き明朝体のローマ字が入り、下部は白抜き明朝体の横書きで「毎日新聞」と書かれたものになった。

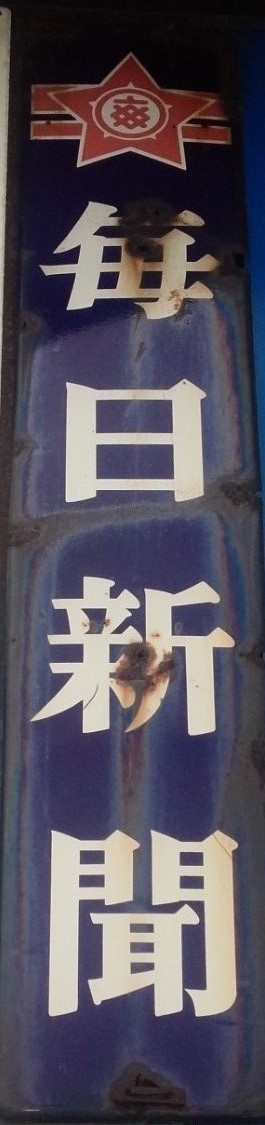
旧社章 (1897年〜1991年) の描かれたホーロー看板
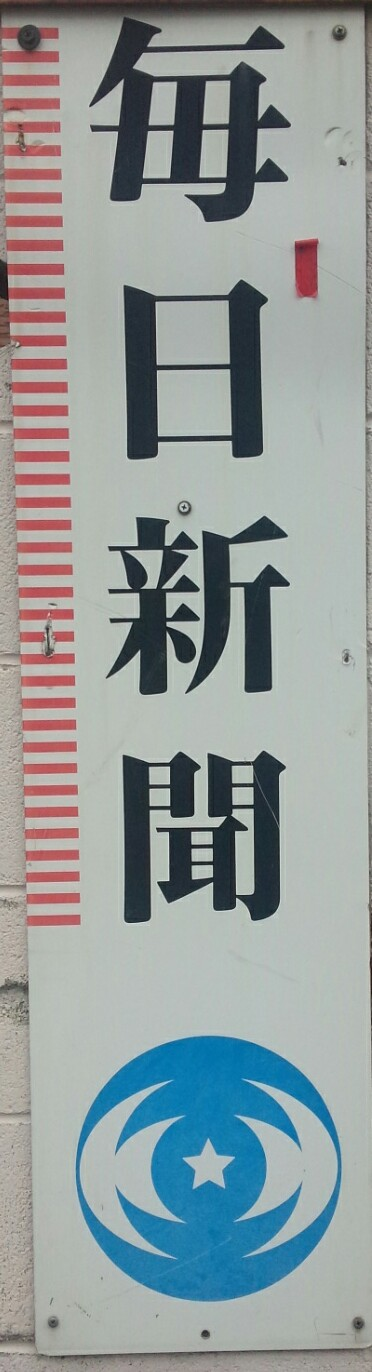
現在の社章 (1991年〜) が描かれたホーロー看板

## 発行情報

### 発行所
東京本社
- 東京都千代田区一ツ橋1-1-1 パレスサイドビルディング

北海道支社
- 北海道札幌市中央区北4条西6丁目1 毎日札幌会館

大阪本社
- 大阪府大阪市北区梅田3-4-5 毎日新聞ビル

中部本社
- 愛知県名古屋市中村区名駅4-7-1 ミッドランドスクエア

中部本社ささしまオフィス
- 愛知県名古屋市中村区平池町4-60-12 グローバルゲート

西部本社
- 福岡県北九州市小倉北区紺屋町13-1 毎日西部会館

福岡本部
- 福岡県福岡市中央区天神1-16-1 毎日福岡会館

### 国内取材網
- 総局
  - 北陸（金沢）

### 海外取材網
- 総局
  - 欧州総局（ロンドン）
  - 北米総局（ワシントン）
  - 中国総局（北京）
- 支局
  - ニューヨーク
  - ロサンゼルス
  - メキシコ
  - ソウル
  - 上海
  - 台北
  - マニラ
  - ジャカルタ
  - ニューデリー
  - エルサレム
  - テヘラン
  - モスクワ
  - ローマ
  - パリ
  - ウィーン
  - ベルリン
  - ジュネーブ
  - ブリュッセル
  - カイロ
  - ヨハネスブルク
- 通信員
  - トロント
  - カトマンズ

### 印刷工場
- 東京本社

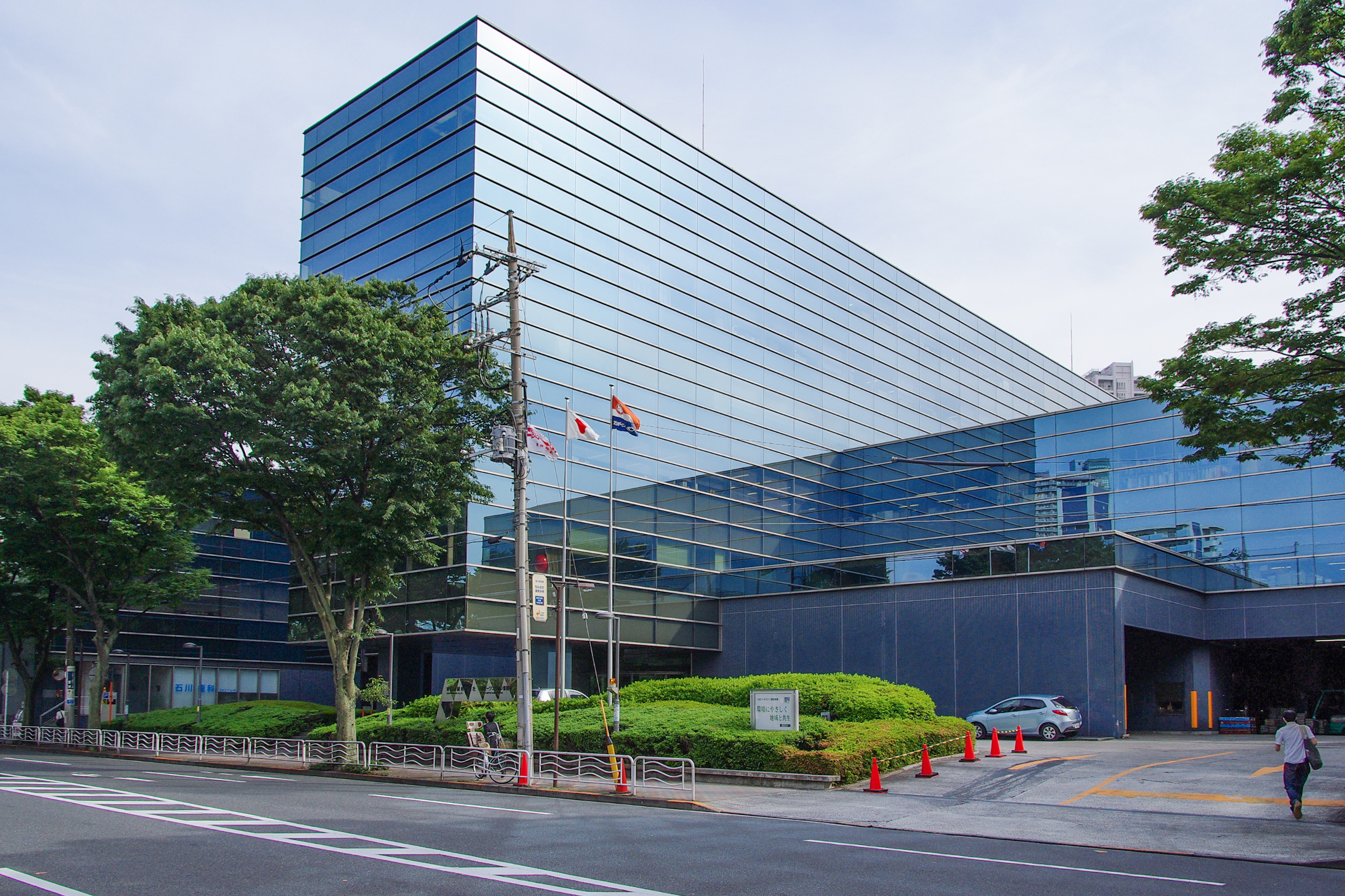
東日印刷本社工場（東京都江東区）

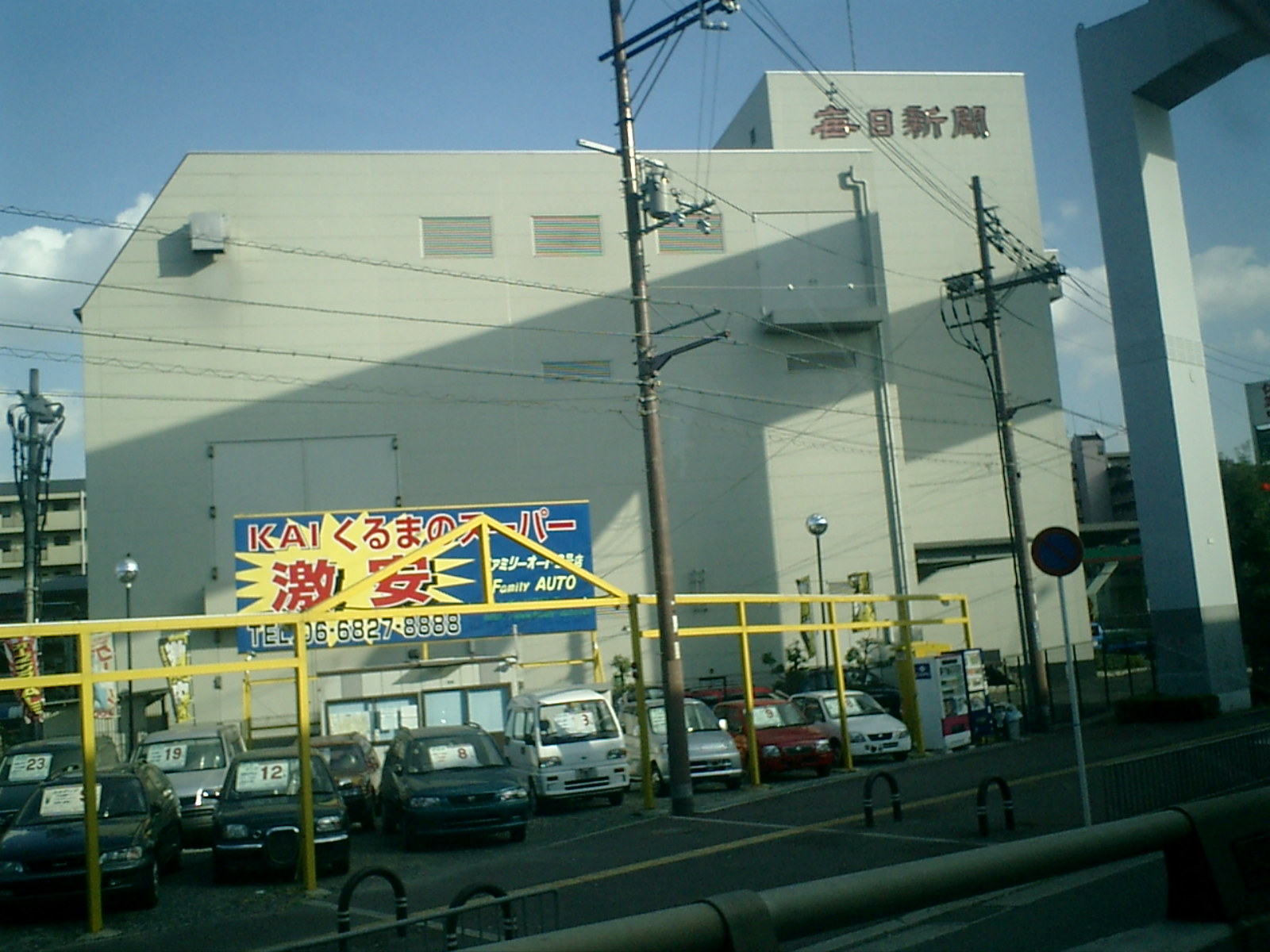
毎日新聞摂津工場兼高速オフセット社工場（大阪府摂津市）

  - 東日印刷（越中島・川崎）
  - 毎日新聞首都圏センター（海老名・川口・福島）
  - 毎日新聞北関東コア（高崎）
  - 東日オフセット（青森）
  - 新潟日報社印刷センター（新潟） - 委託印刷

  - 北海道支社
    - 毎日新聞北海道センター（北広島）
- 中部本社
  - 毎日新聞名古屋センター（名古屋）-2012年10月より中日新聞社に委託
- 大阪本社
  - 高速オフセット（堺・摂津）
  - 毎日新聞大阪センター（大阪）
  - ニュース・フロー高松工場（高松・四国新聞系列　2020年11月30日以後） - 委託印刷
- 西部本社
  - 毎日新聞九州センター（北九州・鳥栖）

### 対象地域
- 東京本社版 東北、関東、甲信越、静岡県
  - 北海道支社 北海道
- 中部本社版 東海（静岡県、三重県伊賀・熊野地方除く）
- 大阪本社版 近畿、三重県伊賀・熊野地方、北陸（富山県除く）、中国（山口県、島根県石見地方除く）、四国
- 西部本社版 九州（沖縄県含む）、山口県、島根県石見地方
- 茨城県、栃木県、群馬県、埼玉県、千葉県、東京都、神奈川県、静岡県、滋賀県、京都府、大阪府、兵庫県、奈良県、和歌山県、山口県、福岡県、沖縄県では一部地域を除いて朝夕刊セット。その他の県は朝刊統合版（上記セット版発行地域でも山間部・離島などで統合版と混在する地域がある）。

### 関連・兄弟会社
- スポーツニッポン新聞社（毎日新聞グループホールディングス傘下）
- 高速オフセット（印刷工場）
- 毎日広告社グループ
- マイナビ（旧毎日コミュニケーションズ（MYCOM→マイコミ）、関係会社）
  - MCプレス

## 他紙との関係

### 産経新聞
2008年12月11日、産経新聞は毎日新聞と提携し、2009年10月1日付から、九州・山口地域で販売する産経新聞（九州・山口特別版）の委託印刷を毎日新聞九州センター鳥栖工場で開始した。2012年9月1日付からは、毎日新聞九州センター北九州工場でも印刷が開始された。

### 中日新聞と東京新聞
中日新聞と東京新聞の発行元である中日新聞社とは、毎日新聞社の印刷関連会社「東日印刷」により東京新聞と東京中日スポーツの委託印刷を行っている。また2012年11月から中部本社版の委託印刷を中日新聞社の本社工場（名古屋市中区）で毎日関連紙のスポーツニッポンと共に行っている。

## 関連放送事業者
- TBSホールディングス（TBSHD） / TBSテレビ・TBSラジオ（TBS） - 放送事業が民間に開放される動きを察知した毎日新聞社は、いち早く民放ラジオ局開設に向けて動き出した。結局電通や読売新聞社、朝日新聞社との合弁となりラジオ東京（JOKR）が設立されたが、同社設立までの間積極的に動いていたのは毎日系だけだった。このため開局当初から関係が深く、出資比率がほぼ同じであったはずの新聞各社よりも実際は結びつきが強かった。1961年以降、新聞出身者の同社常勤役員は毎日系だけとなる。1973年12月20日には出資新聞各社の合意に基づき新聞資本の統一が行われることとなり、1974年2月25日に読売新聞社や朝日新聞社から株式を購入して筆頭株主になったものの、TBSは毎日新聞社が筆頭株主になる事で経営に介入される事を警戒した。しかしながら直後に毎日新聞社の経営が悪化。毎日新聞社は経営体質改善のため、TBS株の売却益で累積損失の圧縮を図る事を決断した。こうした両者の思惑が一致して、1977年度中に毎日新聞社はTBSの持株の大部分を毎日放送他に売却して資本関係を薄めるとともに、新聞発行を行う毎日新聞株式会社（新社）に出資を行った。その一方で歴代社長を同社非常勤役員に派遣。友好関係は維持して現在に至っている。
- MBSメディアホールディングス / 毎日放送・MBSラジオ（MBS） - 大阪地区でも、毎日新聞社が阪急電鉄、日本電気と提携し、新日本放送（NJB）を設立。名古屋の中部日本放送（CBC）と共に民放第一号の名乗りを上げたが、実際に開局に尽力したのは毎日本社ではなく、毎日新聞を依願退職して同局に移籍した高橋信三（専務・社長・会長を歴任）であったといわれる。このため従来から独自色が強く、現在毎日新聞は同社の大株主上位10位に名を列ねていない（2004年3月31日現在）。元々筆頭株主だったが、TBS株式売却と同時期にやはり外部に大量放出。毎日放送側の意向が強かったと言われる。
在阪局で同じく新聞と共通の名前を持つ朝日放送や讀賣テレビ放送とは新聞社の関係度合いが異なる。
- RKB毎日ホールディングス / RKB毎日放送（RKB） - 福岡地区も毎日新聞社と八幡製鐵（後の新日本製鐵、現在は日本製鉄）、西日本鉄道（西鉄）などが中心となり、ラジオ九州（RKB）を設立。1958年に西部毎日テレビジョン放送（当時の八幡市に所在。未開局）を合併し、現在の商号に変更。この局も毎日新聞というよりは毎日出身者である金子秀三（専務・社長・会長を歴任）の影響力が大きかった。毎日新聞・MBS・TBSのいずれとも関係が深く、現在も毎日新聞は同局第2位の大株主（7.74%、2004年3月31日現在）。
- 上記三社は毎日新聞社が公表する「友好会社」である。グループ会社ではなく、立場は対等であり、代表者同士が相互に社外役員に就任している。
- ラジオ福島（RFC） - 第4位の大株主（10.00%、2004年3月31日現在）。

上記は毎日新聞の関連会社である。
以下は出資先や報道協力会社等に該当する局である。

### TBS・MBS・CBC系列（JNN）
- 北海道放送（HBC） - JNNの基幹局。北海道新聞系で直接の関係は無いが、北海道内では唯一毎日新聞のテレビCMを放送している（ただし2000年代には他局でも放送された時期があった）他、過去には毎日新聞解説委員がコメンテーターとして番組出演していた時期があった。
- 青森テレビ（ATV）
- テレビユー山形（TUY）
- テレビユー福島（TUF）
- テレビ山梨（UTY）
- チューリップテレビ（TUT） - 北日本新聞社、産業経済新聞社、中部日本放送及びトナミ運輸と並び第9位の大株主（3.00%、2004年3月31日現在）。
- 北陸放送（MRO） - 報道面で協力体制にあるが、大株主の上位11位には名を列ねていない（2004年3月31日現在）。
- CBCテレビ（CBC） - JNNの準キー局。持株会社である中部日本放送傘下のテレビ局。中日新聞系で直接の関係は無い。ただし現在東海3県内で唯一テレビCMを放送している他、一時期朝日新聞と共にニュースを提供していたこともあった。同社初代社長である佐々部晩穂は毎日中部会館の発起人も務めた。
- 中国放送（RCC） - 第7位の大株主（6.05%、2004年3月31日まで。現在はTBSHDに全株式を売却済）。
- 山陰放送（BSS） - かつて筆頭株主ではあったが2005年ごろTBS（現：TBSHD）に株式譲渡した。
- テレビ山口（TYS） - 一時期TBS、MBS、RKBなどと共に毎日新聞社の友好会社的位置付けだった。
- あいテレビ（ITV） - 第2位の大株主（7.50%、2004年3月31日現在）。
- 長崎放送（NBC）
- 宮崎放送（MRT） - 第2位の大株主（9.9%、2004年3月31日現在）。
- 南日本放送（MBC） - JNN系列局。テレビ開局時、ニュースを連日提供（テレビのみ）。

### その他の放送局
- 日本BS放送（BS11） - BSデジタル211ch。ビックカメラに次ぐ大株主。データ放送専業時代から、毎日新聞よりニュースの提供を受けている。パレスサイドビルには2015年まで報道スタジオを保有していた。またテレビ東京ホールディングスとの関係も深い。
- 和歌山放送（WBS） - JRN・NRNクロスネット。ラジオ単営局。毎日放送とも関係が深い。
- 栃木放送（CRT） - NRN系（なお、毎日新聞と関係のある放送局が文化放送・ニッポン放送系列のNRNのみに加盟するのは珍しい）。近年毎日新聞に代わり読売新聞東京本社が大株主に。毎日新聞系列の下野新聞社と親密。ラジオ単営局。
- とちぎテレビ（GYT） - 栃木銀行、GKNドライブライントルクテクノロジー（旧栃木富士産業）及びトヨタウッドユーホームと並び第7位の大株主（2.0%、2004年3月31日現在）。
- 群馬テレビ（GTV） - 独立局
- 千葉テレビ放送（CTC） - 独立局・千葉日報系。
- エフエム東京（TOKYO FM） - JFNのキー局。過去にニュースを提供していた。
- 東京メトロポリタンテレビジョン（TOKYO MX） - 東京新局に既存新聞社の一角として出資。ただし、大株主の上位は名を列ねていない（2008年3月31日現在）。
- アール・エフ・ラジオ日本（RF） - 独立局。日本テレビ系。ラジオ関東時代の1977年までニュース提供を受けていた。
- テレビ神奈川（tvk） - 独立局・神奈川新聞系。近年出資比率を下げた。
- テレビ和歌山（WTV） - 独立局。
- 福島テレビ（FTV） - フジテレビ系。元来はJNNとネット関係を結んでいた。福島民報が出資。
- 札幌テレビ放送（STV） - 日本テレビ系。北海道炭礦汽船・北海タイムス・東京急行電鉄などと共に設立。現在は大株主上位10位には名を列ねていない。
- FM NORTH WAVE（NORTH WAVE） - JFL系。セゾングループ、地崎工業（現・岩田地崎建設）と共に設立。
- 名古屋テレビ放送（NBN） - テレビ朝日系。トヨタ自動車・読売新聞・朝日新聞と共に設立。現在は大株主上位10位には名を列ねていない。
- 瀬戸内海放送（KSB） - テレビ朝日系で唯一の毎日新聞系メディアで、ニュースも毎日新聞から提供を受けている。2024年現在は、地元新聞の山陽新聞との連携でニュースを提供している。毎日放送、毎日新聞の資本が今も残っているため、毎日新聞のTVCMが必ず流れる。一方、朝日新聞とも資本関係はあるが、他のテレビ朝日系各局より弱い。
- 広島ホームテレビ（HOME） - テレビ朝日系。創業時は中国新聞社や他の全国紙4社とともに大株主となっていた。2020年現在は大株主上位10位には名を列ねていないが、友好企業の毎日放送→MBSメディアホールディングスが依然大株主となっている。
- 岡山放送（OHK） - フジテレビ系で岡山日日新聞と親密。毎日放送とも関係があった。
- ラジオ沖縄（ROK） - NRN加盟局。長年全国ニュースを提供。毎日放送とも関係があった。現在ニュース提供は琉球新報に一本化。

## 関連紙
- 毎日小学生新聞
- 毎日中学生新聞（2006年4月1日から休刊）
- MAINICHI RT（2011年創刊の有料電子版&タブロイド朝刊<当面は首都圏の1都3県のみ>。2013年8月31日付で休刊[34]）
- サンデー毎日
- 週刊エコノミスト
- 点字毎日
- 英字紙・毎日デイリーニューズ（英文毎日。現在Web上のみ）
- くりくり（小学生対象の日曜版付属紙。1977年5月28日から2003年3月30日まで発行。その名称とロゴは2025年現在、毎日新聞主催の少年野球大会に受け継がれている。縮刷版には含まれていない。赤塚不二夫と松本零士との関わりが深い。）

ここまでは毎日新聞社(※現在は、サンデー毎日と週刊エコノミストの発行元は子会社の毎日新聞出版に移譲。)が、直接発行している新聞・雑誌である。
- スポーツニッポン（スポニチ）
- マチゴト（フリーペーパー、隔週。2014年3月休刊）
- 苫小牧民報
- 福島民報
- 下野新聞
- 宮古毎日新聞
- 八重山毎日新聞